# Flynn Robinson
Flynn James Robinson (Elgin (Illinois), 28 de abril de 1941 – Los Angeles, 23 de maio de 2013) foi um jogador de basquete norte-americano que foi campeão da Temporada da NBA de 1971-72 jogando pelo Los Angeles Lakers. Também jogou pelo Milwaukee Bucks e Chicago Bulls.